# Seydisfjördur
Seyðisfjörður é uma cidade e um município localizado na região de Austurland, no leste da Islândia, na parte mais interior do fiorde do mesmo nome. Em janeiro de 2008 a cidade tinha 668 habitantes.
Uma estrada que passa nas montanhas de Fjarðarheiði conecta a cidade ao anel rodoviário da Islândia, que por sua vez conecta todo o país. O entroncamento com essa rodovia fica na cidade de Egilsstaðir, a 27 quilômetros de distância. Seyðisfjörður é cercada de montanhas por todos os lados, sendo que a mais proeminente delas são o monte Bjólfur a oeste, com 1085 metros de altitude e Strandartindur a leste, com 1010 metros de altitude.  

## Cidades irmãs

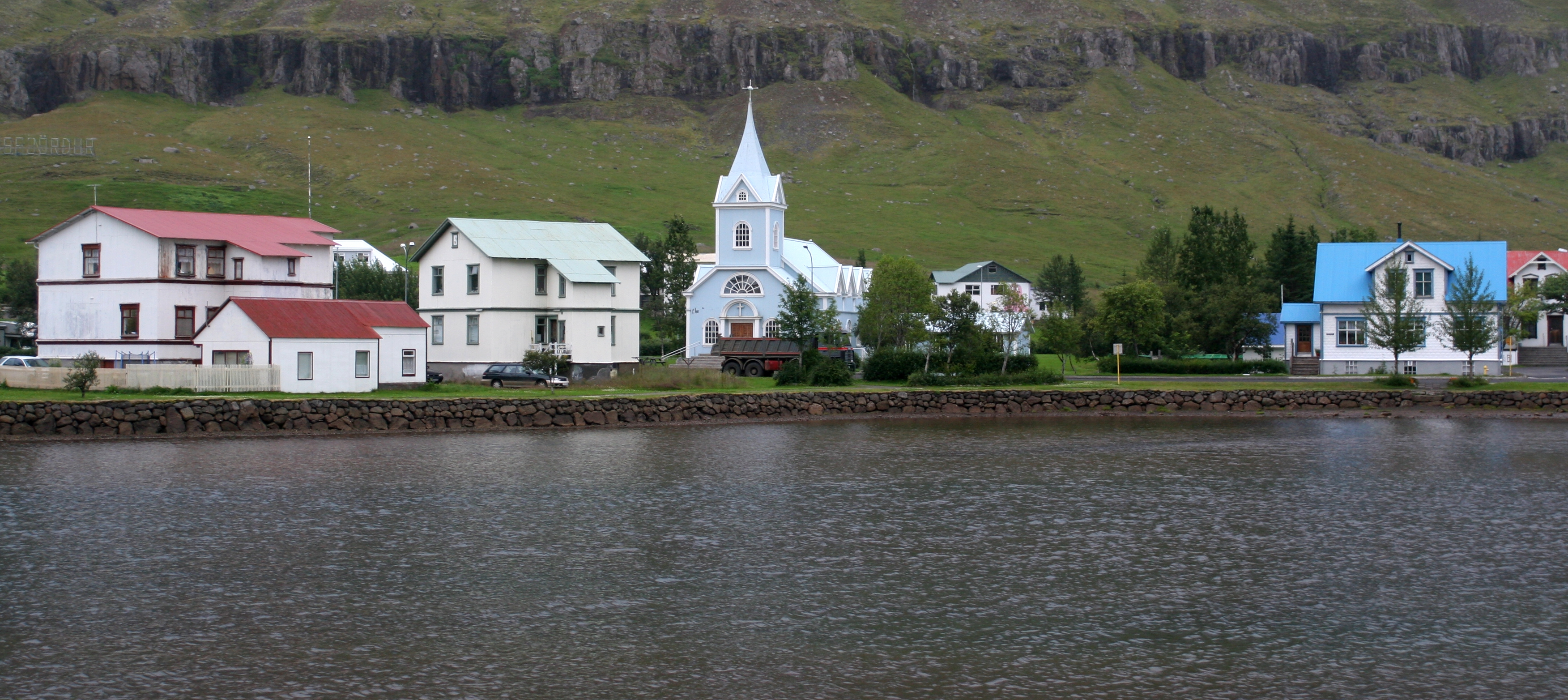
Vista da cidade.

Finlândia; Vatnaa
- Commons